# 歐培拉

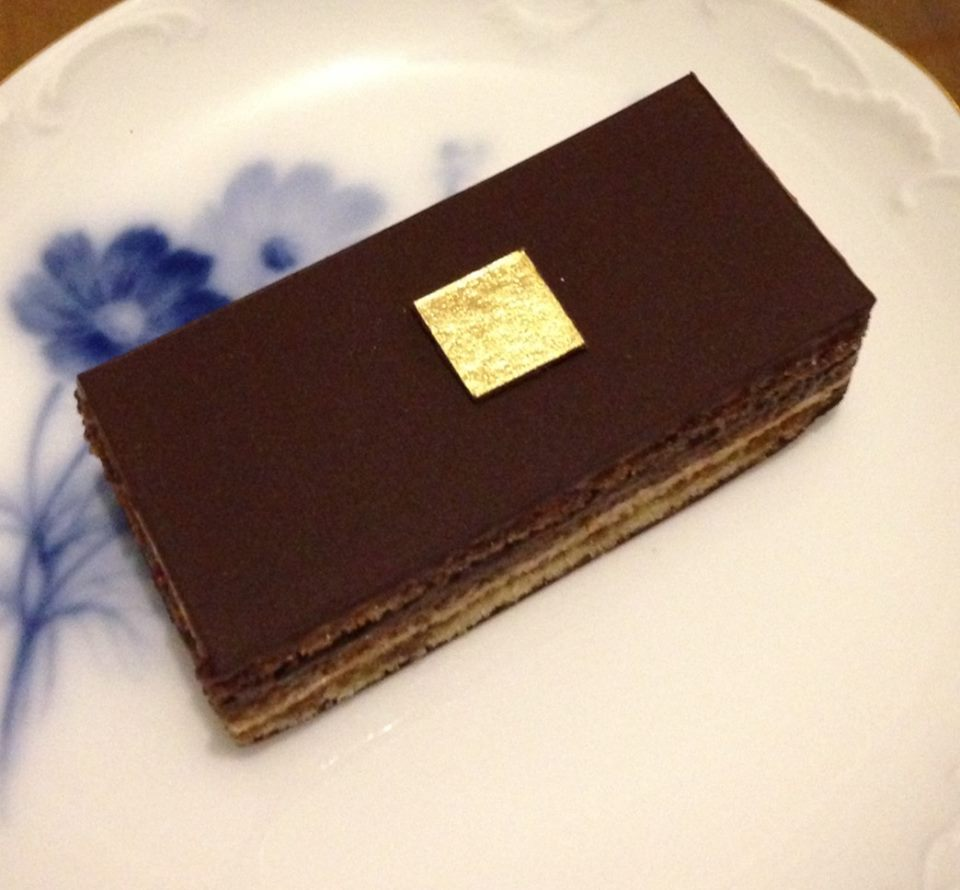
達洛優的歐培拉

歐培拉（法語：Gâteau opéra），又可翻译为歌剧院蛋糕，是一种由多層麵皮組成的法国甜點，带有浓厚的巧克力醬香味。

## 定義
根據《拉魯斯美食百科》中的定義，歐培拉必須是一种夾有咖啡糖漿和巧克力醬的杏仁奶油蛋糕，傳統的歐培拉蛋糕有6層，其中三層為浸泡過咖啡糖漿的海綿蛋糕，其餘三層是巧克力與奶油慕斯。

## 起源
對於歐培拉蛋糕的起源有兩種說法，最廣為人知的說法認為這款蛋糕出自甜點店Dalloyau，因為蛋糕的外觀方正與加尼葉歌劇院的舞台相似，因而才得到這個稱呼。另一個說法則是為了向一位經常光顧的歌劇院舞者致意而有此稱號。